# Dom zu Tórshavn

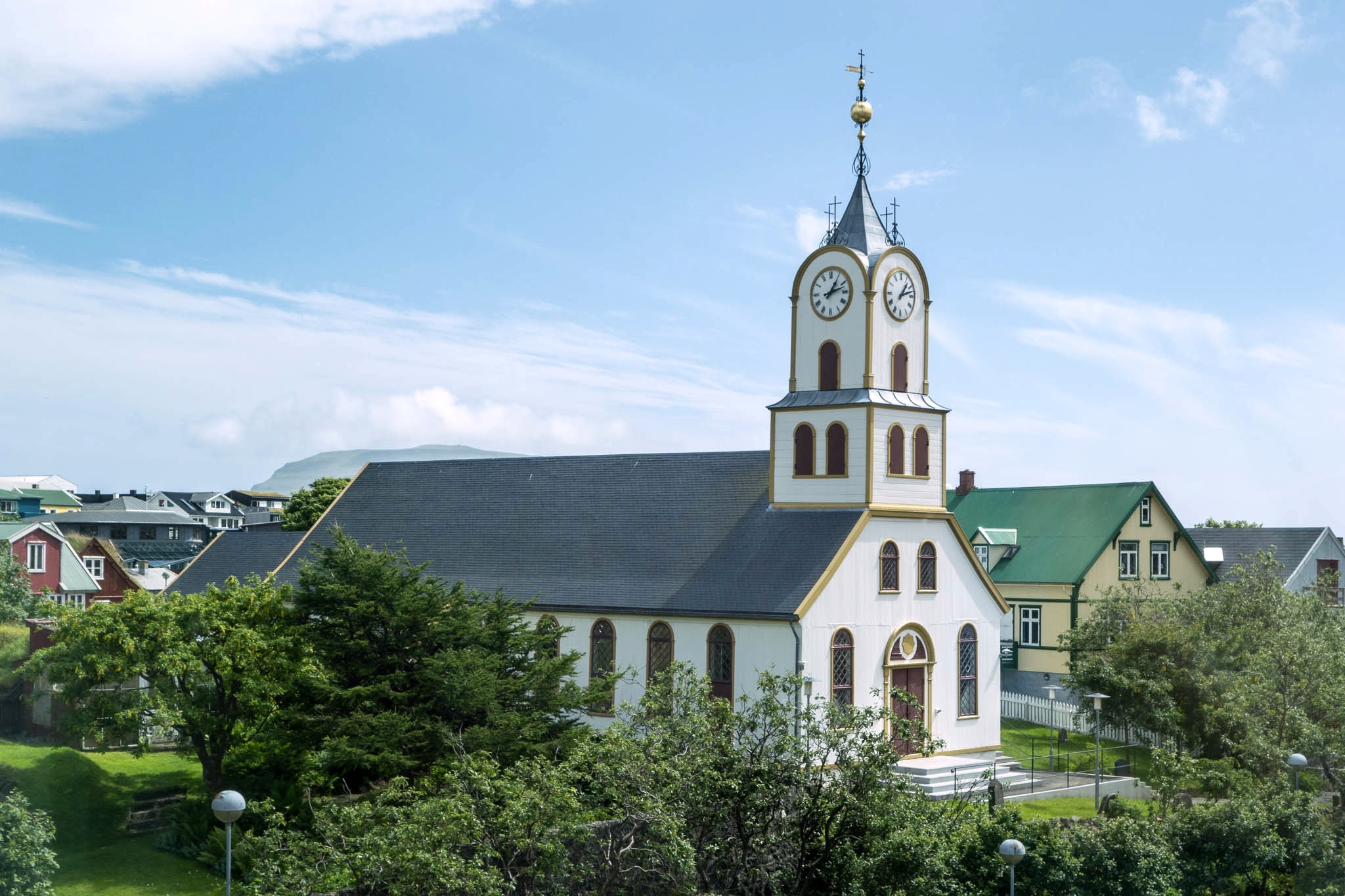
Tórshavner Domkirche (2014)

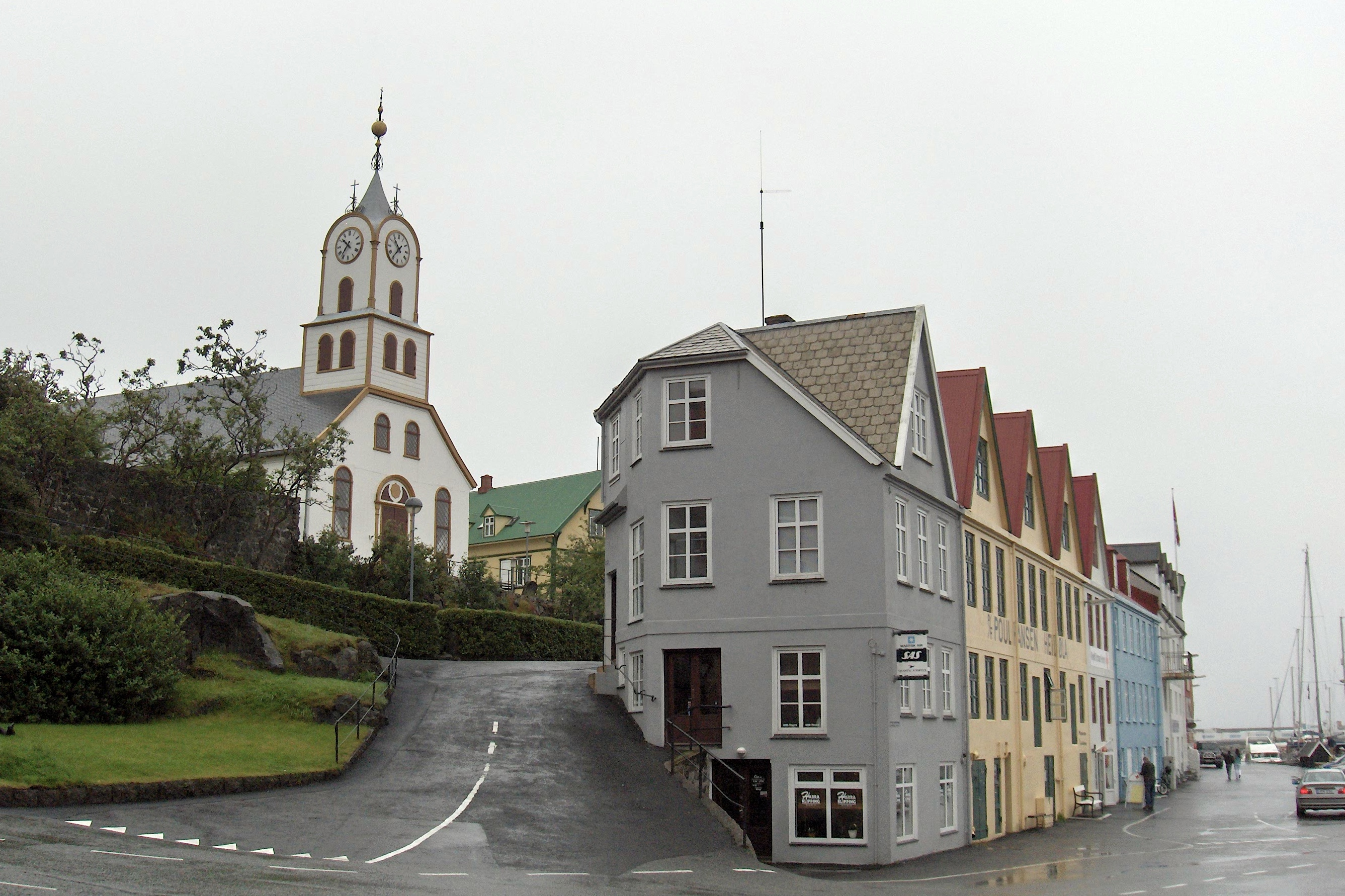
Kirche und Hafenstraße Undir Bryggjubakka

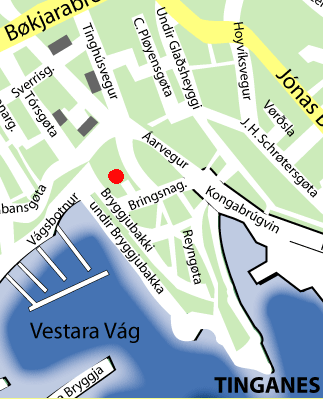
Lage der Kirche auf der Halbinsel Tinganes

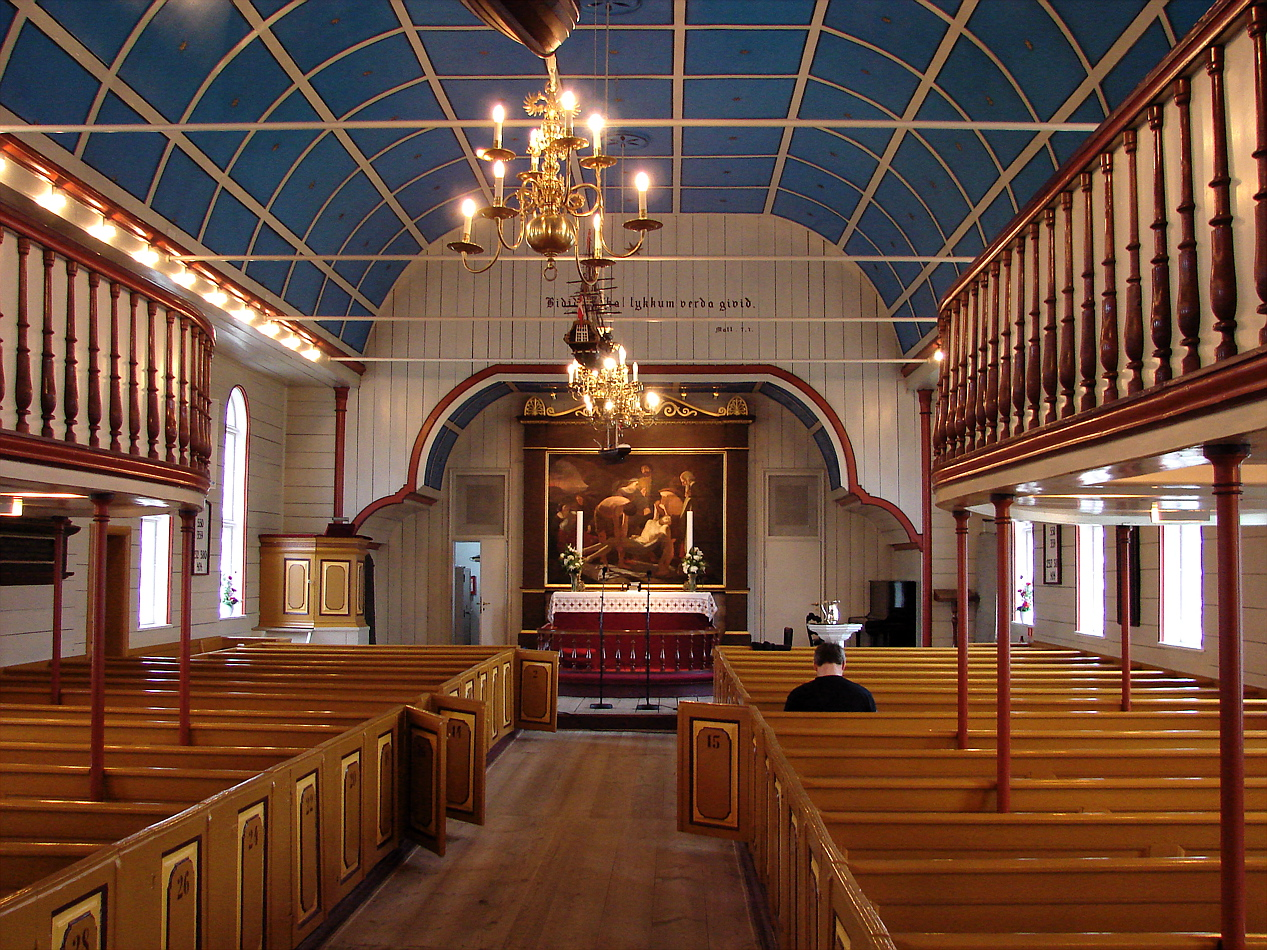
Blick zum Altar.

Der Dom zu Tórshavn (färöisch Havnar kirkja, Aussprache [ˈhaunaɹ ʧɪɹʧa], oder Dómkirkjan, Aussprache [ˈdɔumˌʧɪɹʧan]) in der Altstadt von Tórshavn ist die zweitälteste erhaltene Kirche der Färöer.
Es ist ein weiß gestrichener und mit Schiefer gedeckter Bau, der 1788 errichtet wurde. Die Domkirche liegt im Norden der Halbinsel Tinganes und ist eine der Hauptattraktionen der Stadt. Wie die meisten Kirchen des Landes gehört sie zur evangelisch-lutherischen Staatskirche der Färöer.
Seit 1990 ist sie der Sitz des Bischofs der Färöer. Die Schriftstellerin Oddvør Johansen verdient hier ihren Lebensunterhalt als Organistin.

## Vorgeschichte
Die Vorgeschichte der Kirche ist recht kompliziert. Allem Anschein nach gab es im Mittelalter keine richtige Kirche in Tórshavn, bestenfalls  ein „Gebetshaus“. Der Gottesdienst wurde möglicherweise in der Munkastovan in Tinganes abgehalten.
Erst 1609 wurde eine richtige Kirche auf einem steinigen Hügel, genannt „úti á Reyni“, in Tinganes gebaut, als König Christian IV. den Lehnsherrn von Bergenhus beauftragte, „den Einwohnern der Färöer einiges Holz für den Bau ihrer Kirche zukommen zu lassen …“
Rasmus Jørgen Winther wurde 1780 Pastor in Tórshavn, und 1782 ergriff er die Initiative, eine neue Kirche zu bauen. Diese wurde jedoch erst 1788 von Johannes Poulsen, dem Baumeister in Tórshavn, fertiggestellt. Die Kirche Christians IV. wurde nach der Einweihung der neuen Kirche abgerissen und das Holz auf einer Auktion versteigert. Ein Teil des Inventars wurde in die neue Kirche überführt.
Als die neue Kirche 1788 gebaut wurde, war Tórshavn noch so klein, dass man gut sagen konnte, dass die Kirche „nördlich der Stadt lag“. Die Einwohnerzahl von Tórshavn betrug 1788 etwa 600 und 1865 etwa 900. Heute ist die Kirche von Gebäuden umgeben. Es gibt keine nähere Beschreibung oder Vermessung der Kirche, außer einzelnen Zeichnungen und einigen alten Fotos. Aus diesen ist zu ersehen, dass sie den Kirchen in den Dörfern recht ähnlich sah, die auf den Inseln während der ersten Hälfte des 19. Jahrhunderts gebaut wurden.
Die englischen Reisenden Samuel Rathbone und E. H. Greig beschrieben die Kirche 1855 folgendermaßen:
Die Kirche ist ein großes Holzgebäude, in der Form einer englischen Kirche gleich, mit einem Kirchturm, innen ausgestattet mit Kiefernholz und in Kirchenbänke und Emporen gegliedert. Sie besitzt ein unbedeutendes Bild der Kreuzigung über dem Altar und unterscheidet sich in keiner Hinsicht von lutherischen Holzkirchen in anderen Teilen Nordeuropas. Dieser Kirchenraum war hoch genug, aber Landt schreibt, einige der Kirchen auf dem Lande seien so niedrig, dass ein großer Mann nur zwischen den Deckenbalken aufrecht stehen könne. (Wikisource)
Der Umbau der Kirche, der von dem in Island gebürtigen Baumeister Guðmundur Sigurðsson, genannt Sivertsen, 1865 durchgeführt wurde, änderte zwar das Äußere der Kirche, berührte jedoch nur geringfügig die innere konstruktive Form der Kirche von 1788. Im Großen und Ganzen ist die Struktur der Kirche von 1865 erhalten geblieben.
Im Jahre 1935 verlängerte man jedoch das Chorgestühl um vier Meter, als eine Heizanlage installiert und eine neue Sakristei gebaut wurde. 1968 wurde der Chor mit einem Büro und anderen Nebenräumen erweitert. Im Kirchenschiff stehen 44 Bänke, auf der Empore 14.

## Ehemaliger Altaraufsatz

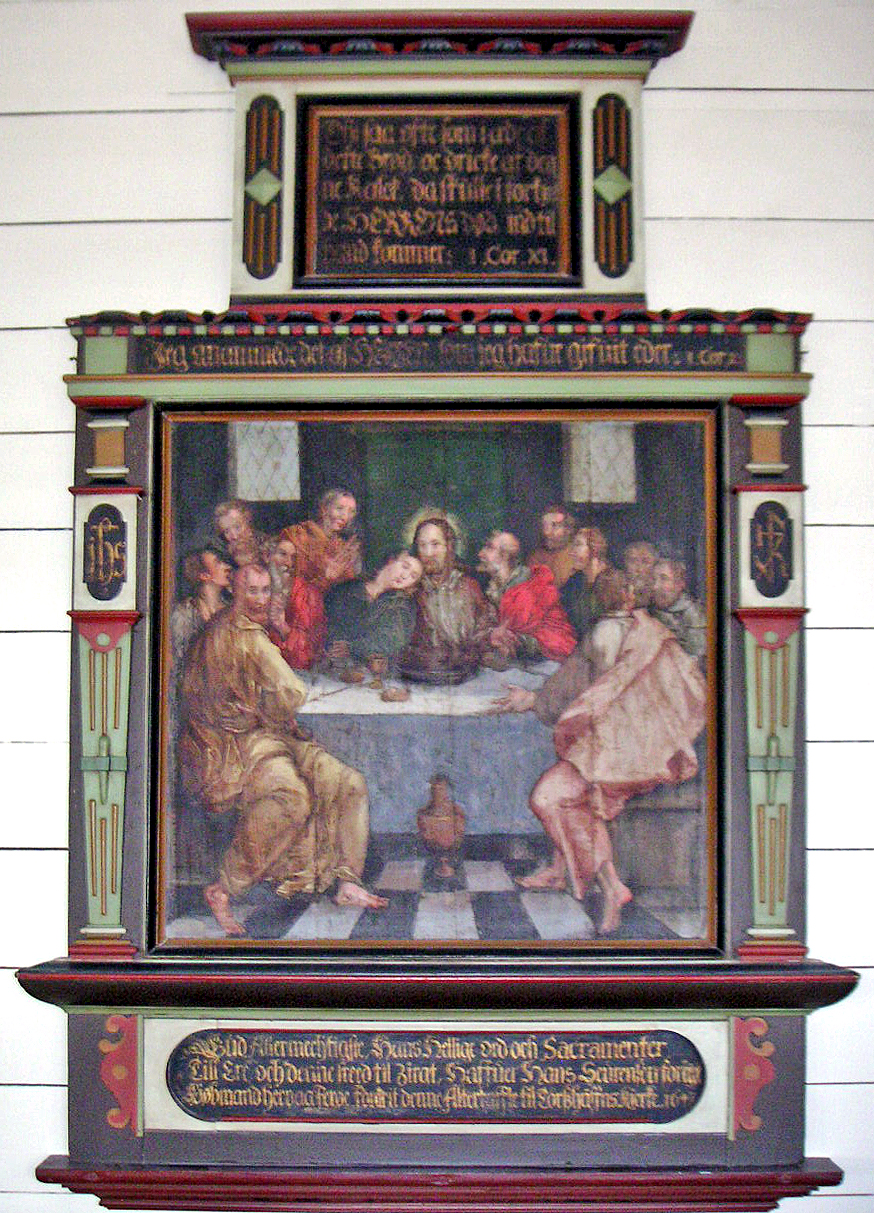
Altaraufsatz

An der Nordwand des Mittelschiffes steht ein Altaraufsatz (ca. 1647) mit einem Bild des Abendmahl Jesu. Im obersten Feld wird das entsprechende Pauluswort nach 1 Kor 11,26  zitiert.
Im untersten Feld steht die dänische Inschrift:
Gud Allermechtigste Hans Hellige Ord och Sacramenter Till Ere och denne Steed til Zirat haffuer Hans Sevrensen fordum Kiøbmand her paa Ferøe foraerit denne Altertaffle til Torßhaffns Kiercke 1647.
(dt. Zur Ehre des Heiligen Wortes und der Sakramente Gottes des Allmächtigen und diesem Ort zur Zierde, hat Hans Sevrensen, ehedem Kaufmann hier auf den Färöern, diesen Altaraufsatz der Kirche von Tórshavn 1647 geschenkt.)
Es handelt sich um ein schlichtes Werk der Spätrenaissance. Das Gemälde misst 100 mal 100 cm und gehört zur religiösen Malerei des 17. Jahrhunderts, welche von Peter Candids Gemälde für das Franziskanerkloster in München beeinflusst wurde; es war in Nordeuropa durch die Stiche der Familie Sadeler weit verbreitet. Im Jahre 1961 wurde das Gemälde von Ernst und Holmer Trier in Zusammenarbeit mit dem einheimischen Maler Fraser Eysturoy restauriert.

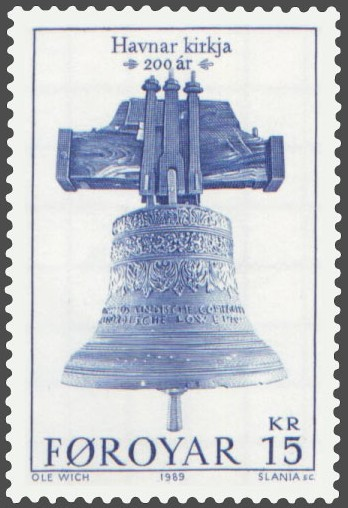
Die Glocke

## Schiffsglocke als Kirchenglocke
Die Glocke der Kirche wurde vermutlich 1708 aufgehängt. Es handelt sich um eine Schiffsglocke, die aus dem Wrack der Norske Løve (Norwegischer Löwe) geborgen wurde. Das mit Kanonen bestückte Segelschiff der Dänischen Ostindien-Kompanie sank Silvester 1707 im Lambavík. Die Glocke ist mit Palmetten verziert und trägt die Inschrift „Danscke Ostindische Compagnies Scheb Nordische Løve 1704“ sowie das vergoldete Monogramm der Handelsgesellschaft. Die Höhe beträgt 30 cm, der untere Durchmesser 41,5 cm.